# Дижон
Дижо́н (фр. Dijon МФА: [di.ʒɔ̃]о файле) — ныне префектура французского департамента Кот-д'Ор и региона Бургундия — Франш-Конте, в прошлом — главный город Бургундского герцогства, а затем и провинции Бургундия.

## География
Расположен в 326 км к юго-востоку от Парижа, у восточного склона Кот-д’Ор, при впадении Сюзон в Уш и при Бургундском канале, соединяющем систему Соны и Роны с Сеной; узловой пункт Парижско-Лионской железной дороги.

### Климат
| Показатель                         | Янв.  | Фев. | Март  | Апр. | Май  | Июнь | Июль | Авг. | Сен. | Окт. | Нояб. | Дек.  | Год  |
| ---------------------------------- | ----- | ---- | ----- | ---- | ---- | ---- | ---- | ---- | ---- | ---- | ----- | ----- | ---- |
| Абсолютный максимум, °C            | 16,5  | 19,9 | 23,5  | 29,0 | 34,4 | 36,0 | 38,6 | 39,3 | 34,2 | 28,3 | 21,6  | 17,5  | 39,3 |
| Средний суточный максимум, °C      | 4,2   | 7,0  | 10,8  | 14,7 | 18,7 | 22,4 | 25,3 | 24,5 | 21,3 | 15,5 | 8,6   | 4,8   | 14,8 |
| Средняя температура, °C            | 1,6   | 3,6  | 6,5   | 9,8  | 13,7 | 17,2 | 19,7 | 19,1 | 16,1 | 11,3 | 5,6   | 2,3   | 10,5 |
| Средний суточный минимум, °C       | −1    | 0,1  | 2,2   | 5,0  | 8,7  | 12,0 | 14,1 | 13,7 | 10,9 | 7,2  | 2,5   | −0,2  | 6,3  |
| Абсолютный минимум, °C             | −21,3 | −22  | −15,3 | −5,3 | −3,3 | 0,8  | 2,8  | 4,3  | −1,6 | −4,9 | −10,6 | −20,8 | −22  |
| Норма осадков, мм                  | 59    | 52   | 52    | 52   | 86   | 62   | 51   | 65   | 66   | 57   | 64    | 62    | 728  |
| Источник: Infoclimat, Meteo France |       |      |       |      |      |      |      |      |      |      |       |       |      |

## Экономика
В Дижоне функционируют 15 вузов: университет Бургундии, Национальная школа изящных искусств, медицинская и фармацевтическая школы, богословская семинария, семинария для учителей и для учительниц. Имеются различные научные общества, библиотека из 80 000 томов и 900 рукописей, ботанический сад, обсерватория и другие.
Имеются электротехнические, механические, химические заводы; развито производство автокомплектующих, шерстяных и хлопчатобумажных тканей, кожи, всемирно известной горчицы, бочарных и восковых изделий, обоев. Также развиты виноделие, садоводство, цветоводство, торговля вином и другими местными продуктами.
Крупнейшие предприятия — металлургический завод Groupe SEB, фармацевтические предприятия Sanofi, Urgo и Groupe Fournier, оптические предприятия Essilor, SAGEM и Nachet, шоколадная фабрика Nestle, завод упаковки Tetra Pak.

## Транспорт
- Дижонский автобус -
- Дижонский трамвай - 1895-1961, восстановлен/возобновлён 1 сентября 2012-
- Дижонский троллейбус - 1950-1966.

## Население
Население коммуны на 2010 год составляло 151 212 человек.
| 1962    | 1968    | 1975    | 1982    | 1990    | 1999    | 2010    |
| ------- | ------- | ------- | ------- | ------- | ------- | ------- |
| 135 694 | 145 357 | 151 705 | 140 942 | 146 703 | 150 138 | 151 212 |

## История
Дижон с древних времён имел важное военно-стратегическое значение, так как лежит у ворот пути из долин Саоны и Роны в бассейн между хребтом Cole d’Or и плато Лангр. Его важное положение было оценено ещё римлянами, заложившими здесь Castrum-Divionense. Император Аврелиан велел окружить Дижон стенами, высотой до 30 футов и толщиной 15 футов. В V веке Дижон достался бургундам, а в 534 году Дижон перешел под власть франков. В 737 году Дижон был разрушен сарацинами, а в 888 году нормандцами. В 923 году осаждён королём Раулем, сыном герцога Ричарда V Бургундского. В 1015 году король Роберт осадил Дижон и овладел им; взятие этой крепости ему доставило всю Бургундию. В 1137 году сильный пожар уничтожил большую часть Дижона. 
В 1183 году получил городские права. Христианство в эти места принёс мученик Венигн Дижонский, который считается небесным покровителем города.
Своим политическим значением в Средние века Дижон обязан решению герцога Роберта I перенести сюда столицу всей Бургундии. Тем не менее подлинный художественный и экономический расцвет Дижона связан с правлением бургундских герцогов династии Валуа в XV веке. Именно тогда в городе работали выдающиеся мастера готики во главе со скульптором Слютером.
После присоединения к Франции в 1477 году Дижон оставался местопребыванием Бургундского парламента. Когда Людовик XIV завоевал Франш-Конте, Дижон из пограничного городка превратился в крупный экономический и административный центр. В Дижоне родились композитор Жан Филипп Рамо и инженер Гюстав Эйфель. Реформа местного самоуправления времён Революции нанесла удар по его административному значению.
После того, как в 1851 г. в Дижон пришла железная дорога, начался процесс индустриализации, сопровождаемый быстрым ростом населения. В тридцатые годы XIX века в Дижоне под руководством Анри Дарси была создана первая в Европе система городских очистных сооружений с различными фильтрационными засыпками.

## Достопримечательности
Дижон сравнительно мало пострадал в войнах последних двух столетий. В центре сохранились фахверковые дома XII—XV веков и дворец герцогов Бургундских с башней Филиппа Доброго; своим нынешним обликом он обязан перестройкам XVII—XVIII веков. Ныне дворцовые залы делят ратуша и музей изобразительных искусств с редким собранием старофранцузской и старонидерландской живописи. 
Из культовых зданий наиболее примечательны:
- Готический собор Святого Венигна возведён между 1280 и 1325 годами, освящён в 1393 году, в XVIII веке стал кафедральным.
- Готическая же церковь Нотр-Дам (начало XIII века) славится своим причудливо-ажурным резным фасадом и образцами средневекового декоративно-прикладного искусства.
- Небольшая церковь Сен-Филибер, ныне закрытая для служб, строилась с XI по XVI века, однако производит впечатление такой цельности, что туристам рассказывают, будто дьявол возвёл её за одну ночь.
- Церковь св. Михаила являет яркий пример перехода от готики к ренессансу в первой трети XVI века.

Выстроенный в XIV—XV веках под руководством Слютера картезианский монастырь Шанмоль был частично снесён в годы Революции и отдан под психиатрическую лечебницу, однако то, что от него сохранилось, представляет исключительный художественный интерес. Пышные надгробия герцогов Филиппа Смелого и Иоанна Бесстрашного перенесены из монастыря в Сторожевую залу герцогского дворца.
В Дижоне можно посетить краеведческий и археологический музеи, а также Музей бургундского города. Сохранилось много маленьких улочек и часовен. К югу от Дижона в сторону города Бон тянется «Золотой склон» (Кот-д’Ор), где расположены самые знаменитые виноградники Бургундии и мира:  Шамбертен — Сен-Дени — Мюзиньи — Кло-Вужо — Эшезо — Романе-Конти — Ришбур. Поскольку винодельни региона производят самые дорогие в мире вина, здесь весьма развит винный туризм.

## Города-побратимы
Среди городов Франции Дижон занимает одно из первых мест по количеству городов-побратимов. Кроме того, Дижон один из первых городов Франции после Второй мировой войны стал побратимом с немецким городом.
- Майнц, Германия
- Волгоград, Россия
- Реджо-нель-Эмилия, Италия
- Печ, Венгрия
- Скопье, Северная Македония
- Йорк, Великобритания
- Даллас, США
- Ополе, Польша
- Клуж-Напока, Румыния